# Барбара Гемблі
Барбара Джоан Хемблі (англ. Barbara Joan Hambly, 28 серпня 1951 року народження, Сан-Дієго, Каліфорнія) — американська письменниця, найбільш відома, як автор фантастичних циклів («Children of the Jedi», 1995 р.), а також романтичних повістей («Those Who Hunt the Night», 1998 р.).

## Біографія
"Я завжди мріяла бути письменником, але все навколо без кінця говорили мені, що це непрестижно і невигідно. Я довела, що вони не мають рації — в обох пунктах! " Більшу частину дитинства та юності вона провела в Каліфорнії, за винятком декількох стажувань в Австралії і Франції. У 1975 році вона отримала в Університеті Ріверсайд (Каліфорнійському Університеті) ступінь з середньовічної історії.
Закінчивши університет, вона стала шукати роботу, яка дозволила б їй займатися літературою. Вона працювала шкільним учителем, коректором, моделлю, офіціанткою, продавчинею у винному магазині, інструктором карате. Також вона писала сценарії до мультфільмів і домовлялася про роботу сценариста фентезійних коміксів. Але серед найбільш улюблених її творів — «Чарівник країни Оз» Л. Френка Баума, в підлітковому віці вона зачитувалася також Берроуз, Кіплінгом, Конан Дойлом, Лавкрафтом, Джорджетт Хейєр і Мері Рено. І, звичайно, «Володарем перснів», захоплення яких призвело в лоно фентезі безліч майбутніх письменників. Толкін настільки вразив Барбару, що стіни її кімнати буквально заповнилися цілим виводком намальованих дівчинкою драконів, ельфів, хоббітів.

### Сім'я і дитинство
Її батько, Едвард Еверетт Гемблі, був інженером, який працював на військово-промисловому комплексі США в аерокосмічній галузі. Мати ж, Флоренс Мораскі, займалася домашнім господарством і сім'єю, адже у Барбари були ще старша сестра Мері Енн і молодший брат Едвард.
Незважаючи на те, що більшу частину дитинства Хемблі провела в рідній Каліфорнії, величезне враження на Барбару справила подорож до Австралії. У 1967 році Едвард Гемблі був призначений представником своєї фірми, яка уклала контракт на поставку ракет для австралійських ВПС. Відправившись на півроку в Новий Південний Уельс, він прихопив з собою всю сім'ю. Барбарі було 15, вона провчилася в австралійській школі семестр і назавжди зберегла в пам'яті чудовий образ країни на краю світу. «Я до сих пір плекаю картину освітленого Місяцем океану, немов найцінніший скарб», — згадувала письменниця роки по тому.
Повернувшись додому, в південно-каліфорнійське містечко Монтклейр, Барбара закінчила там школу, після якої вступила до Каліфорнійського університету в Ріверсайді, де в 1975 році отримала ступінь з історії середньовіччя. Потім був рік стажування у Франції, в університеті міста Бордо. Тоді ж, в студентські роки, Гемблі захопилася історичною реконструкцією в галузі середньовічного костюма, ставши активним членом Товариства Креативного анахронізму.
Незважаючи на спроби сім'ї і друзів наставити Барбару на «шлях істинний», вона ще зі школи твердо вирішила — буду письменником! Однак шлях до мрії виявився тернистий. Після університету Гемблі усвідомлено відмовилася від наукової кар'єри, із захватом взявшись за творчість. Втім, спочатку вона влаштувалася в школу, викладати історію в старших класах — але робота виявилася надмірно клопіткою. Зі школи Барбара пішла, однак жити на щось треба було (про літературні гонорари доводилося поки лише мріяти), тому Хемблі змінювала роботи, як колоду карт, свідомо вибираючи ті, які залишали б їй більше часу на творчість. Коректор у видавництві, офіціантка в невеликому кафе, нічний сторож у винному магазині — чим тільки вона не займалася! У свій час навіть підробляла інструктором в школі карате, яким Барбара захопилася ще в університеті, отримавши «чорний пояс» в 1978 році. А ось успіхами на літературній ниві Барбара довго похвалитися не могла — так, пописую сценарії до коміксів і мультфільмів, втім, без особливого результату.
Що до особистого життя Барбари Хемблі, то відомо про неї небагато. Кілька років вона була одружена з відомим фантастом, одним з провідних авторів посткіберпанку Джорджем Алеком Еффінджером — аж до його смерті в 2002-му. Нині Барбара Гемблі живе сама в своєму будинку в Лос-Анджелесі, в компанії з декількома кішками. Серед захоплень письменниці — середньовічна музика, живопис, ворожіння на картах Таро, піший туризм. Барбара Гемблі має чорний пояс по карате, захоплюється малюванням, танцями, створенням історичних і фентезійних костюмів, ворожінням на картах Таро, а часом — плотницким справою. У 1998 році вона вийшла заміж за письменника Джорджа Алека Еффінджера, який помер в 2002 році. Зараз вона проживає в Лос-Анджелесі разом з кішками, ящірками і, як каже вона сама, «двома найкращими пекінесами в світі».

## Публікації
Протягом семи років Барбара Гемблі бомбардувала видавництва своїми творами, які незмінно поверталися до неї важким бумерангом невдачі. Але якщо довго мучитися … Загалом, 1980-е виявилися щасливим для Барбари десятиліттям. У самому його початку видавництво Ballantine Books прийняло до публікації роман Гемблі «Час Темряви» — перший том фентезійного циклу «Хроніки Дарвет», причому уклавши контракт відразу на трилогію. У 1982 році був опублікований її дебютний роман «Час Темряви», який почав цикл «Дарвет». Спочатку цикл був трилогію, але пізніше були написані ще два романи. Крім фентезі Хемблі писала історико-містичні романи, такі, як «The Quirinal Hill Affair», брала участь в новелізації серіалів «Star Trek» та «Star Wars», писала цикли про драконів і вампірів. Майже все, написане Хемблі в попередні роки, так чи інакше пішло в справу — за наступні сім років вийшло 12 її романів!
Особливий успіх випав на долю романтичного фентезі «Дракон Смерть» (1985), у якого пізніше з'явилося кілька продовжень. Привернув увагу публіки і критики незвичайний вампірський роман «Ті, хто полює в ночі» (1988), що став лауреатом премії журналу «Локус». Опціон на книгу придбала одна з голлівудських кіностудій — правда, до екранізації так і не дійшла. Хоча з кіно Гемблі справа все-таки мала. Тоді ж, в золоті для Барбари 1980-е, її сценарії стали основою для епізодів декількох мультсеріалів — Jayce and the Wheeled Warriors (1985), MASK (1985), She-Ra: Princess of Power (1986), Starcom: The US Space Force (1987).
У наступні роки Барбара Хемблі продовжувала плідно працювати, правда, в 2000-х вона з фантастики переключилася в основному на історичні романи, розбавляючи їх містикою і детективами. Деякі з цих книг набули статусу національних американських бестселерів.

### Список творів

#### Цикли
«Хроніки Дарвет»
1. «Час Темряви» (The Time of the Dark, 1982)
2. «Повітряні стіни» (The Walls of Air, 1983)
3. «Воїнство Світанку» (The Armies of Daylight, 1983)
4. «Матір Зими» (Mother of Winter, 1996)
5. «Крижаний Сокіл» (Icefalcon's Quest, 1998)

«Сонячний Вовк і Зоряний Сокіл»
1. The Ladies of Mandrigyn (1984)
2. The Witches of Wenshar (1987)
3. The Dark Hand of Magic (1990)

«Зимові землі»
1. «Дракон Смерть» (Dragonsbane, 1985)
2. «Дракон Тінь» (Dragonshadow, 1999)
3. The Knight of the Demon Queen (2000)
4. Dragonstar (2002)

«Зоряний Шлях» (Межавторскій цикл)
1. «Ішмаель» (Ishmael, 1985)
2. Ghost-Walker (1990)
3. Crossroad (1994)

«Роза вітрів»
1. The Silent Tower (1986)
2. The Silicon Mage (1988)
3. Dog Wizard (1992)
4. Stranger at the Wedding (1994)

«Джеймс Ешер»
1. «Ті, хто полює в ночі» (Those Who Hunt the Night, 1988: видавався також як Immortal Blood)
2. «Подорож у країну смерті» (Traveling with the Dead, 1995)
3. «Криваві діви» (Blood Maidens, 2013)
4. Magistrates Of Hell (2012)
5. The Kindred of Darkness (2014 року)
6. Darkness On his Bones (2015)

«Красуня і чудовисько» (Межавторскій цикл)
1. Beauty and the Beast (1989)
2. «Пісня Орфея» (Song of Orpheus, 1990)

"Сонячний хрест
1. The Rainbow Abyss (1991)
2. The Magicians of Night (1991)

« Зоряні війни» (Міжавторсьский цикл)
1. «Діти джедаїв» (Children of the Jedi, 1995)
2. «Похмура планета» (Planet of Twilight, 1997)

«Сестри Ворона»
1. Sisters of the Raven (2002)
2. Circle of the Moon (2005)

Окремі романи
1. Bride of the Rat God (1994)
2. Magic Time (2001, співавтор Марк Скотт Зікр, роман з однойменного межавторского циклу)
3. Renfield: Slave of Dracula (2006)

## Нагороди
У 1994-96 роках Барбара Гемблі була президентом Science Fiction Writers of America. Вона неодноразово номінувалася на премію Nebula і нагороджена премією Locus за роман «Ті, хто полює вночі»
- Локус / Locus Award, 1989//Роман жахів — Ті, хто полює вночі / Immortal Blood (1988)
- Премія Жулі Верланже / Prix Julia-Verlanger, 1992 //Роман. (США) — Драконяча Смерть / Dragonsbane (1985)
- Премія Лорда Рутвен / Lord Ruthven Award, 1996. // Художня проза — Подорож в країну смерті / Traveling with the Dead (1995)
- Премія Лорда Рутвен / Lord Ruthven Award, 2007 // Художня проза — Renfield (2006)